# Station Swarożyn
Station Swarożyn is een spoorwegstation in de Poolse plaats Swarożyn.